# Theodore TR1
La Theodore TR1 è una monoposto di Formula 1, costruita dalla scuderia Theodore Racing per partecipare al Campionato mondiale di Formula Uno del 1978. Progettata da Ron Tauranac era alimentata da un motore Cosworth DFV V8.